# Alejandro Prendes
Alejandro Prendes Reina (Avilés, 12 de abril de 1997), conocido como Prendes, es un futbolista español. Juega en la posición de defensa central.

## Trayectoria
Se inició como jugador en la cantera del club de su ciudad, el Real Avilés, para posteriormente ser captado en categorías inferiores por el Real Sporting de Gijón. Entidad en la que estuvo hasta la categoría de cadete, para proseguir su formación en el Veriña Club de Fútbol. En su último año de juvenil ficha por el Real Oviedo que lo incorpora a su equipo de División de Honor Juvenil procedente del Veriña CF. 
Debuta en categoría sénior con el Vetusta, el filial  del conjunto azul en la Tercera División el 4 de septiembre de 2016 frente a la U. D. Llanera en El Requexón con victoria carbayona por 2 goles a 0. Realiza la pretemporada 2017/18 en el primer equipo bajo las órdenes de Anquela disputando la mayoría de los partidos realizando actuaciones destacables que motivan que el entrenador cuente con él para los partidos de la liga regular.
Debutó oficialmente con el primer equipo el 6 de septiembre de 2017 saliendo en el equipo titular en el partido de la segunda eliminatoria de la Copa del Rey que enfrentó al Real Oviedo contra el C. D. Numancia en el Estadio Carlos Tartiere, siendo Juan Antonio Anquela el entrenador que lo hizo debutar.
En julio de 2019, firma por otro filial, la Unión Deportiva Almería "B", del grupo IX de la Tercera División de España. Pero por motivos personales, a las pocas semanas abandona el club almeriense por otro conjunto da la Tercera División, en este ocasión del grupo III, la Real Sociedad Gimnástica de Torrelavega.
La temporada 2019/20, la terminaría un peldaño por encima, en el club de la Segunda División B de España, Barakaldo Club de Fútbol. Donde disputaría el tramo final de la competición, hasta su interrupción por la pandemia por coronavirus.
La nueva temporada 2020/21, tras firmar en pretemporada con el Unión Popular de Langreo, el club rescinde su contrato a pocos días de iniciar la liga.
No pasaría mucho tiempo de inactividad, ya que el 8 de octubre se anunciaba su vuelta a su club de origen, el Real Avilés.
Tras no renovar con los realavilesinos, firma por el Caudal Deportivo, que milita en el Grupo II de la Tercera Federación. Club que anuncia su contratación el 18 de julio de 2023.

## Clubes
| Club                      | País   | Año       |
| ------------------------- | ------ | --------- |
| Real Oviedo "B"           | España | 2017-2019 |
| Real Oviedo               | España | 2017      |
| U. D. Almería "B"         | España | 2019      |
| Gimnástica de Torrelavega | España | 2019-2020 |
| Barakaldo C. F.           | España | 2020      |
| U. P. de Langreo          | España | 2020      |
| Real Avilés               | España | 2020-2023 |
| Caudal Dptvo.             | España | 2023-     |